# Expedition in die Zukunft
Expedition in die Zukunft (Originaltitel: Idaho Transfer) ist der Titel eines melodramatischen Science-Fiction-Films des US-amerikanischen Filmregisseurs und Schauspielers Peter Fonda. In dem dystopischen Film aus dem Jahr 1973 wird eine düstere Vision für die Zukunft der Menschheit auf ihrem Heimatplaneten thematisiert. Die Erstaufführung in Deutschland fand im Fernsehen am 9. Mai 1975 statt.

## Handlung
Idaho, 2044: Karen Braden wird von ihrem Vater zu einem Wissenschaftszentrum mitgenommen. Dort wurde bei Forschungen zum Teleportieren die Zeitreise entdeckt. Junge Wissenschaftler reisen in die postapokalyptische Zukunft, um die Möglichkeiten zum Aufbau einer neuen Zivilisation einzuschätzen. Nur junge Menschen können gefahrlos Zeitreisen unternehmen, weil bei Personen, die älter als 20 Jahre alt sind, Organe geschädigt werden, etwa die Nieren. 
Karen nimmt zusammen mit den jungen Wissenschaftlern an Selbstversuchen teil. Sie gelangt ins Jahr 2100. Die Landschaft ist geprägt von Ödland und Leere. Zivilisatorische Überbleibsel wie verstaubte und verrostete Autos und Züge sowie leerstehende Häuser sind noch vorhanden. Die wenigen noch verbliebenen Menschen sind geistig degeneriert, taub, können nicht sprechen, essen alles was sie finden können und werden höchstens um die 30 Jahre alt. Die mit den Transfers verbundene Hoffnung, vor der drohenden Selbstvernichtung in eine sorgenfreie Zukunft zu fliehen, hat sich dadurch zerschlagen. Überdies stellt sich heraus, dass die Teilnehmer der Zeitreise nun unfruchtbar sind. Wegen dieser unerwünschten Nebenwirkung könnten sie, die kulturschaffende Menschheit, nach dem Transfer in die Zukunft nicht weiter bestehen. 
Am Ausgangsort hat die Regierung nun die Forschungseinrichtung übernommen und geschlossen, ohne über die Zeitreisen informiert zu sein. Zeitreisen sind aufgrund der Abschaltung des dazu benötigten Reaktors nicht mehr möglich. Die Gruppe steckt in der Zukunft fest und trennt sich in verschiedene Untergruppen. Karen möchte nach den ernüchternden Erkenntnissen nun doch wieder in die Vergangenheit zurückkehren und macht sich alleine auf den Rückweg. Bei der Rückkehr im Basislager findet sie zwei Kollegen tot auf und wird von ihrer verwirrten Kollegin Leslie angegriffen. Sie kann sich vor ihr in die Vergangenheit retten, weil der Reaktor der Zeitmaschine plötzlich wieder aktiviert wurde. Die Forschungsbasis wird mittlerweile schwer bewacht. Techniker, die den Reaktor wieder aktivierten, finden sie vor und rufen Soldaten herbei. Sie schließt sich ein, während die Wachen versuchen, einzudringen und sie gefangen zu nehmen.
Karen versucht hektisch und ohne das Wissen, wie man die Zeitmaschine zeitlich korrekt einstellt, zu einem Zeitpunkt zu gelangen, der es ihr ermöglicht, die Ereignisse ungeschehen zu machen, reist aber in eine fernere Zukunft, in der die Zustände noch entmutigender sind. Das Basislager ist völlig zerfallen. Als allein übrig gebliebene Versuchsperson des Projekts läuft sie nervlich aufgelöst und verletzt an einem Highway entlang und wird von einer futuristischen, autofahrenden Familie (ein Mann, eine Frau, ein Kind) vorgefunden. Karen wird vom Familienvater in den vermeintlichen Kofferraum gesteckt, der Energie für das Fahrzeug aus ihr gewinnt. Als der Wagen startet, schreit sie auf und stirbt.
Als das Kind Karens mitgebrachten Schraubenzieher anschaut, fragt es die Mutter, ob das auch wirklich jemand von den degenerierten Menschen war. Die Mutter bejaht – aufgrund Karens heruntergekommenem Erscheinungsbild und erschöpfungsbedingter Stummheit – fälschlicherweise. Das Kind fragt, was sie tun werden, wenn es keine Degenerierten mehr gibt, die man als Treibstoff benutzen kann? Der Vater mutmaßt, dass man für sie bestimmt andere Wege finden würde. Die Mutter stimmt dem zu und sagt, man könne etwas anderes benutzen. Das Kind sinniert, was wäre, wenn die anderen Lösungen, Energie zu gewinnen, zu schwer oder zu teuer sein würden oder entschieden wird, es könnte nicht geändert werden? Würden sich die intelligenten Menschen dann nicht gegenseitig dafür benutzen?

## Rezeption
Jay Cocks vom Time Magazine sieht in Expedition in die Zukunft einen Science-Fiction-Film, der vom gewohnten Schema abweicht und stattdessen mit einer „langsamen und ernsten Schönheit geschmückt“ ist.
Peter F. Gallasch sieht den Film als „konsequente Fortsetzung von Easy Rider mit anderen Mitteln“: Regisseur Fonda zeige, dass jede mögliche Zukunft immer ihre Gegenwart mit bleibenden Problemen sei. Aus Fondas Film spreche tiefe Resignation; die Bilder blieben im Gedächtnis.
Ähnlich resümiert das Lexikon des internationalen Films, das von einer „pessimistische(n), von Resignation geprägte(n) Zukunftsvision, die die Unvernunft der Menschen nicht anklagt, sondern registriert“ sprach.